# Karşıyaka Spor Kulübü
Il Karşıyaka Spor Kulübü è una società polisportiva  avente sede a Karşıyaka, distretto di Smirne, in Turchia. Fondata nel 1912, la polisportiva è attiva in calcio, pallacanestro e pallavolo.

## Sezione pallacanestro
La squadra della sezione pallacanestro, noto anche come Pınar Karşıyaka per ragioni di sponsor, gioca nel campionato turco.
Disputa le partite interne nella Karşıyaka Arena, che ha una capacità di 5.000 spettatori.

### Roster 2021-2022
Aggiornato al 1º ottobre 2021.
|    | Naz.                                        | Ruolo | Sportivo           | Anno | Alt. | Peso | Note |
| -- | ------------------------------------------- | ----- | ------------------ | ---- | ---- | ---- | ---- |
| 1  | Stati Uniti (bandiera)                      | G     | James Blackmon     | 1995 | 193  | 91   |      |
| 2  | Turchia (bandiera)                          | P     | Yunus Sonsırma     | 1992 | 192  | 86   |      |
| 3  | Turchia (bandiera)                          | AG    | Berkan Durmaz      | 1997 | 206  | 99   |      |
| 6  | Germania (bandiera)                         | C     | Mahir Agva         | 1996 | 206  | 110  |      |
| 8  | Turchia (bandiera)                          | P     | Can Korkmaz        | 1992 | 188  | 83   |      |
| 9  | Turchia (bandiera)                          | C     | Semih Erden        | 1986 | 211  | 109  |      |
| 10 | Turchia (bandiera)                          | G     | Ali Efe Barış      | 2001 | 193  |      |      |
| 19 | Turchia (bandiera)                          | AG    | Burak Can Yıldızlı | 1994 | 202  | 82   |      |
| 21 | Stati Uniti (bandiera)                      | P     | Tony Taylor        | 1990 | 183  | 87   |      |
| 24 | Francia (bandiera)                          | AG    | Amath M'Baye       | 1989 | 206  | 102  |      |
| 25 | Stati Uniti (bandiera) · Panama (bandiera)  | AG    | Akil Mitchell      | 1992 | 206  | 107  |      |
| 50 | Stati Uniti (bandiera)                      | A     | Bonzie Colson      | 1996 | 198  | 102  |      |
|    | Stati Uniti (bandiera) · Tunisia (bandiera) | G     | Michael Roll       | 1987 | 198  | 92   |      |

#### Staff tecnico
| Allenatore: | Ufuk Sarıca                             |
| Assistenti: | Sinan Çambel, Engin Gençoğlu, Recep Şen |

### Palmarès
- Campionato turco: 2

1986-1987, 2014-2015
- Coppa di Turchia: 1

2013-2014
- Coppa del Presidente: 2

1987, 2014

## Sezione calcistica
Il Karşıyaka Spor Kulübü gioca le gare casalinghe allo stadio İzmir Alsancak Stadium e milita nella TFF 1. Lig.
I colori sociali sono il rosso ed il verde.
Lo stadio İzmir Alsancak Stadium ha una capacità di 15,358 posti a sedere.

### Statistiche
- Süper Lig: 1958–64, 1966–67, 1970–72, 1987–91, 1992–94, 1995–96
- TFF 1. Lig: 1964–66, 1967–70, 1972–73, 1980–87, 1991–92, 1994–95, 1996–01, 2003–
- TFF 2. Lig: 1973–80, 2001–03

### Competizioni nazionali
- TFF 2. Lig: 1

2002-2003 (gruppo A)

#### Altri piazzamenti
- Coppa di Turchia:

Semifinalista: 1983-1984